# Virkelsborg

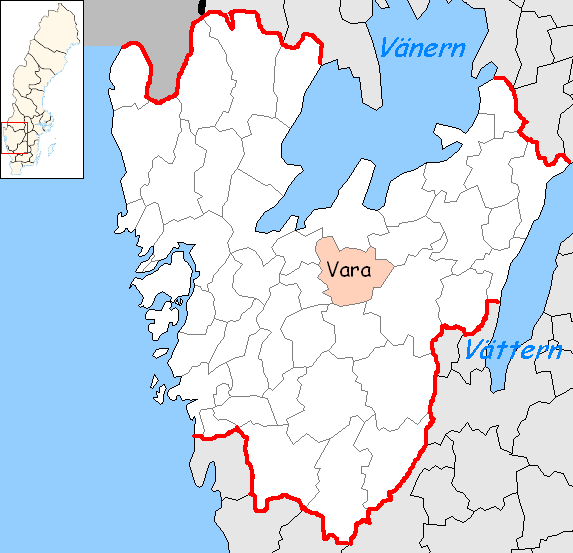
Lage von Vara

Die Virkelsborg bei Bitterna ist eine etwa 35 × 40 m große, von einem Wall umgebene Fornborg auf einem Hügel bei Vara in Västergötland in Schweden. 
Die Anlage stammt aus der frühen Bronzezeit um 1300 v. Chr. und wurde wahrscheinlich bis etwa 400 v. Chr. benutzt. Ältere mündliche Überlieferungen sprechen von einem Schloss oder einer Stadt. Spätere Theorien besagen, dass sie eine Verbindung mit der alten Straße von Lödöse nach Skara habe. 
Die Virkelsborg ist von niedrigen Wällen umgeben und wurde früher als Burg der Eisenzeit interpretiert. Zwischen 2008 und 2010 erfolgte eine kleine archäologische Untersuchung. Die frühe Datierung wirft die Frage auf, was Virkelsborg wirklich war. Ähnliche Anlagen aus der älteren Bronzezeit existieren in Skandinavien und Europa, in Westschweden waren sie jedoch nicht bekannt. Anstelle einer Burg zur Verteidigung gegen Feinde kann Virkelsborg ein Kultplatz gewesen sein, eine Art ritueller Treffpunkt für die Menschen der Umgebung. Die steinernen Wälle sind etwa 2,0 m hoch und breit mit einem Zugang im Osten. Außerhalb des Nordwalles liegt ein Graben. 
Bei der Ausgrabung wurde vor allem einfache Gebrauchskeramik gefunden. Gebrannter Ton und Lehm, Feuersteinstücke, Schlacke und verbrannten Knochen waren andere Befunde. 175 Meter von der Virkelsborg fanden sich auch eine Reihe von Pfostenlöchern mit Stützsteinen und eine Bronzeschmelze.
Die Gegend ist reich an Relikten aus der Stein-, Bronze-, Eisen- und Wikingerzeit. Elf neolithische Steinkisten, mehrere Bronzeäxte, Menhire, ein zerbrochener Runenstein und zahlreiche Grabstätten wurden gefunden.
In der Nähe liegt Hallebergs fornborg, mit 20 Quadratkilometern Skandinaviens größte vorzeitliche Burg.